# Аршанское муниципальное образование (Иркутская область)
Аршанское муниципальное образование — сельское поселение в Тулунском районе Иркутской области России. Административный центр — поселок Аршан.

## Население
| 2010 | 2011 | 2012 | 2013 | 2014 | 2015 | 2016 |
| ---- | ---- | ---- | ---- | ---- | ---- | ---- |
| 289  | ↘288 | ↘286 | ↗292 | ↘288 | ↘285 | →285 |
| 2017 |      |      |      |      |      |      |
| ↘278 |      |      |      |      |      |      |

По результатам Всероссийской переписи населения 2010 года
численность населения муниципального образования составила 29 человек, в том числе 138 мужчин и 151 женщина.

## Населённые пункты
В состав муниципального образования входит населённый пункт
- Аршан[10]